# Giuseppe Grisoni

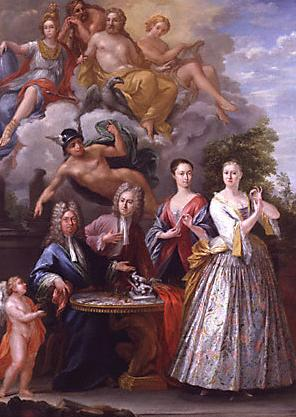
La famiglia dell'architetto Talman

Pierre Joseph Grisoni (detto Giuseppe Grisoni) (Mons, 24 ottobre 1699 – Roma, 1769) è stato un pittore fiammingo del periodo rococò attivo in Toscana.

## Vita e opere
Giuseppe Grisoni nacque a Mons in Belgio, figlio di un pittore, giunse giovanissimo a Firenze, dove da sempre esisteva una nutrita colonia di pittori fiamminghi e olandesi impiegati presso la corte medicea dal XVI secolo in poi, quali Giovanni Stradano, Giusto Sustermans, Gherardo delle Notti, Giusto Utens e il grande Paul Rubens.
Il giovane Grisoni fu messo a bottega dal più ricercato pittore fiorentino del tempo: Tommaso Redi, pittore preferito del Granduca Cosimo III.
Seguendo le direttive del maestro lasciò la pittura fiamminga per diventare uno degli esponenti più importanti del rococò italiano. 
Le sue opere più celebrate sono le tele per la Cappella di Santa Barbara e la Cappella Falconieri della Santissima Annunziata di Firenze, le quali sono oggetto di un aneddoto pervenutoci attraverso la Storia pittorica d'Italia di Luigi Lanzi e ripreso da altri scrittori d'arte del sette-ottocento.
Vincenzo Meucci, che decorò la cappella insieme al Grisoni, vedendosi superato in maestria dal giovane fiammingo 
Il grande quadro Il ratto di Proserpina, ritrovato nei depositi di Palazzo Serristori fu restaurato nel 2002, oggi troneggia nella Sala della Niobe nella Galleria degli Uffizi, tratto dal cartone che Grisoni aveva preparato, nel 1732 per l'Arazzeria Medicea per la serie degli arazzi detta degli Elementi a cui avevano preso parte anche altri pittori famosi di ambiente toscano. Il ratto di Proserpina avrebbe rappresentato: "l'elemento del fuoco". Fra gli arazzi suoi compagni vengono ricordati anche, "elemento dell'aria" rappresentato con La caduta di Fetonte di Vincenzo Meucci e l'incompiuto "elemento dell'acqua" preparato da Giovanni Domenico Ferretti e il quadraturista Lorenzo del Moro

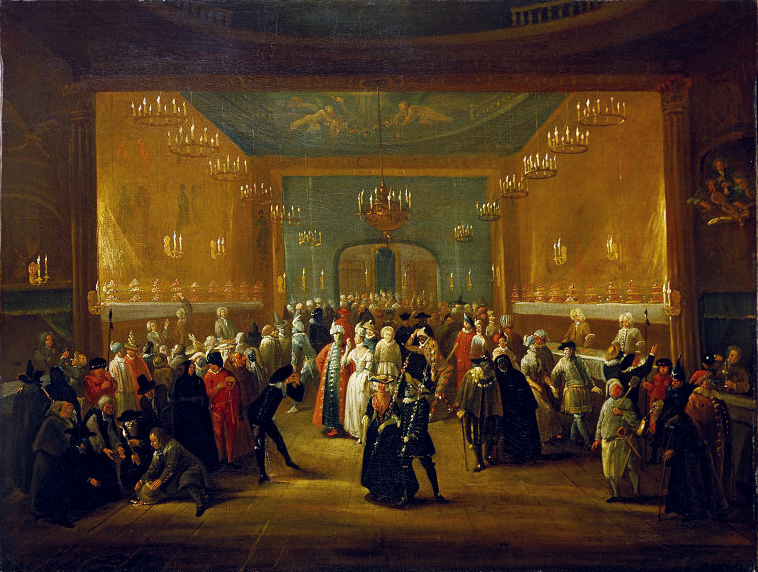
Mascherata all'Heymarket Theatre

L'architetto inglese John Talman, nel 1715 lo portò in Inghilterra dove il Grisoni fece molte tele, anche di carattere profano come il  Ballo nell'Haymarket theatre che influenzò i soggetti "teatrali" di William Hogarth. Durante questo viaggio s'impose come ritrattista anche se i fondali dei ritratti sono pieni di paesaggi e architetture che derivavano dalla sua matrice italiana, uno dei ritratti più famosi è quello della famiglia Talman.
Tornato a Firenze nel 1728, ormai famoso, dipinse due tele per la chiesa di San Francesco di Sales detto "il Conventino". Verso il 1740 si spostò a Pisa, dove fece delle tele per la chiesa e convento di Sant'Anna, quindi a Roma ove morì nel 1769.
Fra i suoi allievi si ricorda l'inglese William Hoare.